# Tatranskí Vlci
Il Tatranskí Vlci (Italiano: Lupo Tartaro) era una squadra di hockey su ghiaccio giovanile che giocava nella Molodiojnaïa Hokkeïnaïa Liga (MHL). Era stata fondata nel 2011 come la squadra giovanile dell'HC Lev (KHL) con base a Spišská Nová Ves in Slovacchia. Quando HC Lev si trasferì da Poprad a Praga nella stagione 2012-2013 la squadra del Tatranskí Vlci venne sciolta.

## Statistiche

### Di squadra
- Stagioni in MHL: 1
- Partite disputate: 60
- Partite vinte: 14
- Partite vinte OT: 5
- Partite perse: 37
- Partite perse OT: 4
- Goal Fatti: 140
- Goal Subiti: 228

## Organico 2011-2012

### Roster
Aggiornato al 2 ottobre 2012
| N. | Naz.                  | Ruolo | Nome            | Anno | Alt. | Peso | Tiro |
| -- | --------------------- | ----- | --------------- | ---- | ---- | ---- | ---- |
| 33 | Slovacchia (bandiera) | P     | Juraj Holly     | 1991 | 193  | 87   | L    |
| 33 | Slovacchia (bandiera) | P     | Tomas Holzer    | 1991 | 198  | 94   | L    |
| 41 | Rep. Ceca (bandiera)  | P     | Petr Hruska     | 1990 | 180  | 84   | L    |
| 1  | Slovacchia (bandiera) | P     | David Marek     | 1991 | 180  | 68   | L    |
| 55 | Rep. Ceca (bandiera)  | D     | Lukas Chalupa   | 1993 | 190  | 83   | L    |
| 80 | Rep. Ceca (bandiera)  | D     | Matus Duris     | 1991 | 177  | 85   | R    |
| 92 | Rep. Ceca (bandiera)  | D     | Michael Dvorak  | 1992 | 190  | 90   | L    |
| 52 | Rep. Ceca (bandiera)  | D     | Miloslav Jachym | 1991 | 193  | 93   | L    |
| 88 | Rep. Ceca (bandiera)  | D     | Bohumil Jank    | 1992 | 189  | 87   | L    |
| 44 | Rep. Ceca (bandiera)  | D     | Jakub Korinek   | 1990 | 182  | 81   | L    |
| 42 | Rep. Ceca (bandiera)  | D     | Petr Lintemer   | 1993 | 180  | 88   | L    |
| 66 | Rep. Ceca (bandiera)  | D     | Jakub Masa      | 1993 | 179  | 75   | L    |
| 65 | Rep. Ceca (bandiera)  | D     | Martin Motejlek | 1975 | 191  | 96   | L    |
| 65 | Rep. Ceca (bandiera)  | D     | Martin Motejlek | 1992 | 190  | 82   | L    |
| 43 | Rep. Ceca (bandiera)  | D     | Ondrej Nedved   | 1992 | 180  | 92   | R    |
| 53 | Rep. Ceca (bandiera)  | D     | Libor Sulak     | 1994 | 188  | 82   | L    |
| 93 | Rep. Ceca (bandiera)  | A     | Jiri Barta      | 1993 | 183  | 81   | R    |
| 6  | Slovacchia (bandiera) | A     | Martin Bellus   | 1991 | 190  | 86   | R    |
| 18 | Slovacchia (bandiera) | A     | Karol Csanyi    | 1991 | 183  | 82   | L    |
| 81 | Slovacchia (bandiera) | A     | Tomas Daniska   | 1991 | 179  | 85   | L    |
| 19 | Slovacchia (bandiera) | A     | Michal Glemba   | 1992 | 183  | 85   | L    |
| 84 | Rep. Ceca (bandiera)  | A     | Zdenek Hrouda   | 1992 | 172  | 78   | L    |
| 60 | Rep. Ceca (bandiera)  | A     | Ales Jezek      | 1990 | 186  | 94   | L    |
| 76 | Rep. Ceca (bandiera)  | A     | Kamil Kinkor    | 1991 | 195  | 100  | L    |
| 85 | Slovacchia (bandiera) | A     | Christian Kraus | 1992 | 190  | 92   | L    |
| 59 | Slovacchia (bandiera) | A     | Martin Kuritko  | 1991 | 185  | 87   | L    |
| 91 | Slovacchia (bandiera) | A     | Ondrej Malec    | 1991 | 180  | 79   | L    |
| 20 | Rep. Ceca (bandiera)  | A     | Jakub Matai     | 1993 | 179  | 80   | L    |
| 86 | Rep. Ceca (bandiera)  | A     | Josef Mikyska   | 1994 | 176  | 70   | L    |
| 61 | Slovacchia (bandiera) | A     | Richard Mraz    | 1993 | 189  | 88   | R    |
| 10 | Rep. Ceca (bandiera)  | A     | Stepan Novotny  | 1990 | 187  | 86   | R    |
| 57 | Rep. Ceca (bandiera)  | A     | Jaroslav Sarsok | 1990 | 198  | 97   | R    |
| 67 | Slovacchia (bandiera) | A     | Jiri Sekac      | 1992 | 187  | 74   | L    |
| 58 | Rep. Ceca (bandiera)  | A     | Petr Slovak     | 1991 | 178  | 82   | L    |
| 58 | Rep. Ceca (bandiera)  | A     | Petr Slovak     | 1991 | 178  | 82   | L    |
| 69 | Rep. Ceca (bandiera)  | A     | Tomas Sykora    | 1992 | 178  | 86   | L    |
| 62 | Rep. Ceca (bandiera)  | A     | Daniel Vlach    | 1994 | 176  | 75   | L    |

Legenda: P = Portiere, D = Difensore, A = Attaccante, L = sinistra, R = destra

### Staff Tecnico
Aggiornato al 2 ottobre 2012
| Allenatore:            | Ales Totter |
| Assistente allenatore: | Tibor Janas |
| Assistente allenatore: | Igor Velker |